# Interrupt Descriptor Table
 (juillet 2019).
Si vous disposez d'ouvrages ou d'articles de référence ou si vous connaissez des sites web de qualité traitant du thème abordé ici, merci de compléter l'article en donnant les références utiles à sa vérifiabilité et en les liant à la section « Notes et références ».
Pour les articles homonymes, voir IDT.
L'IDT (de l'anglais Interrupt Descriptor Table) est une table de données située dans la mémoire d'un ordinateur d'architecture x86, et permettant au microprocesseur de gérer les interruptions.
Il s'agit d'un tableau comportant au maximum 256 descripteurs de 8 octets chacun, soit un descripteur par interruption. Son emplacement en mémoire est enregistré à l'intérieur du registre IDTR du processeur. Lors du déclenchement d'une interruption, le processeur lit la ligne correspondante dans l'IDT et effectue le traitement associé aux valeurs lues sur cette ligne.
Le registre IDTR est un registre de 48 bits, dont les 16 bits les plus faibles représentent la taille en octets de l'IDT, tandis que les 32 bits supérieurs représentent l'adresse physique de l'IDT en mémoire. Ce registre n'est accessible que par l'intermédiaire de deux instructions assembleur : lidt (Charge un emplacement mémoire dans l'IDTR) et sidt (Place dans un emplacement mémoire le contenu de l'IDTR).
Les 32 premières interruptions (no 0 à 31) sont réservées aux exceptions (erreurs) générées par le microprocesseur. Les 16 interruption matérielles sont généralement associées aux interruptions no 32 à 47. Néanmoins toutes les interruptions sont librement appelables par les programmes utilisateurs par le biais de l'instruction à condition que le système d'exploitation le lui permette.

## Descripteur et classification

### Format d'un descripteur
Chaque descripteur a la structure suivante : (des bits les plus hauts vers les bits les plus bas)
- 16 bits : les 16 bits les plus faibles de l'offset de la fonction (gestionnaire d'interruption ou d'exception) associée à l'interruption
- 16 bits : le sélecteur du segment de code
- 1 bit : drapeau IF (sur "1" pour activer le masquage des interruptions masquables)
- 2 bits : DPL, de 0 à 3 inclus, qui indique le niveau de privilèges requis pour appeler l'interruption (0 est le plus élevé)
- 1 bit : doit être mis à 0
- 4 bits : le type d'interruption (porte d'interruption, de trappe ou de tâche)
- 8 bits : réservé pour un futur usage (doit être à 0)
- 16 bits : les 16 bits les plus hauts de l'offset de la fonction associée à l'interruption

### Classification et terminologie Intel
Il existe différents types de porte :
- interruption dont le drapeau IF est toujours baissé (désactivation des interruptions) ;
- trappe semblables aux portes de type interruption mais le drapeau IF est levé ;
- tâche contiennent le sélecteur du TSS du processus courant (très peu utilisées).

### Classification et terminologie Linux
Linux classe différemment les différents types de portes (descripteur) qu'il intègre dans l'IDT :
- Les portes d'interruption sont des portes intel de type interruption dont le DPL est égal à 0 (les programmes utilisateurs ne peuvent appeler ces vecteurs par l'interruption "int").
- La porte d'interruption systèmes est une porte intel de type interruption dont le DPL est égal à 3. Il n'en existe qu'une seule : l'instruction "int3".
- Les portes de trappe sont des portes de trappe intel dont le DPL est égal à 0.
- Les portes systèmes sont des portes de trappe intel dont le DPL est égal à 3. Elles concernent les exceptions "into", "bound" et "int0x80" (appel système)
- La porte de tâche est une porte de type tâche intel dont le DPL est égal à 0. Elle concerne uniquement l'exception "erreur double"

## Emplacement mémoire de l'IDT
Lorsque le BIOS passe la main au système d'exploitation, aucune IDT n'existe. En effet, l'IVT utilisée par le microprocesseur en mode réel ne possède pas le même format que l'IDT et n'est donc pas utilisable en mode protégé[pas clair]. Cela n'est cependant pas un problème car le drapeau d'interruption (IF) est à 0, empêchant le déclenchement de toute interruption masquable tant que cela est nécessaire.
Le système d'exploitation s'occupe de créer les différentes entrées de l'IDT puis de fournir son emplacement et sa longueur au microprocesseur par l'intermédiaire de l'instruction d'assembleur lidt. Cet emplacement est généralement situé près du code du noyau. Il est néanmoins à noter que le microprocesseur applique la pagination lors de la lecture de l'IDT, ce qui permet au système d'exploitation (bien que ce ne soit appliqué par aucun des principaux systèmes d'exploitation) de créer une IDT différente pour chaque programme en cours d'exécution.

## IDT sur d'autres architectures de processeurs
Il existe des équivalents à l'IDT sur de nombreuses autres architectures de processeur, mais ceux-ci ont un format bien différent.